# Apium australe
Apium australe é uma espécie do gênero Apium da família Apiaceae.  É uma erva perene com distribuição em habitats de sal-pântano e salinas do sul da América do Sul.